# Vermivora cyanoptera
La parula aliazzurre (Vermivora cyanoptera Olson e Reveal, 2009) è un uccello della famiglia dei Parulidi originario delle regioni orientali del Nordamerica.

## Tassonomia
Il nome comune «parula aliazzurre» si riferisce alla colorazione grigio-bluastra delle ali che contrasta nettamente con quella giallo brillante del corpo del maschio. Il nome generico Vermivora significa «mangiatrice di vermi». In passato a tale genere venivano ascritte anche altre nove specie di Parulidi, ma attualmente in esso vengono classificate solamente la parula alidorate (Vermivora chrysoptera) e la parula di Bachman (Vermivora bachmanii), probabilmente estinta.
La parula aliazzurre fu una delle molte specie descritte per la prima volta nel XVIII secolo da Linneo nel suo Systema Naturae, ma il suo nome scientifico è cambiato varie volte. L'epiteto specifico pinus conferito alla specie nel 1766 da Linneo si è rivelato erroneo, in quanto il naturalista svedese descrisse la specie a partire da un'illustrazione disegnata da altri raffigurante alcune «parule delle pinete». Il disegno, però, raffigurava in realtà due specie diverse, quella che è nota attualmente come parula delle pinete e la parula aliazzurre. Nel 2010 il nome scientifico della parula aliazzurre è stato cambiato dalla American Ornithologists' Union per correggere l'errore. La parula delle pinete ha mantenuto il nome specifico pinus, ma quello della parula aliazzurre è stato cambiato in cyanoptera.

## Descrizione
Originaria dell'America settentrionale e centrale, la parula aliazzurre è un piccolo uccello canoro dai colori brillanti di 11–12 cm di lunghezza, 15 cm di apertura alare e 8,5-9 g di peso. Il giallo vivace della testa e delle regioni inferiori contrasta nettamente con il grigio-azzurro delle ali, sulle quali spiccano inoltre due distinte barre bianche. Il piumaggio lungo il dorso e la nuca è di colore variabile dal verde oliva al giallo, e attraverso l'occhio corre una marcata linea nera. Le zampe sono nero ardesia.
Nonostante le differenze tra i due sessi siano minime, la femmina indossa generalmente un piumaggio più sbiadito di quello del maschio, con una corona dai toni più verde oliva e una striscia oculare virante più sul grigio. Il giovane è simile nell'aspetto all'adulto, ma ha generalmente una colorazione più spenta.

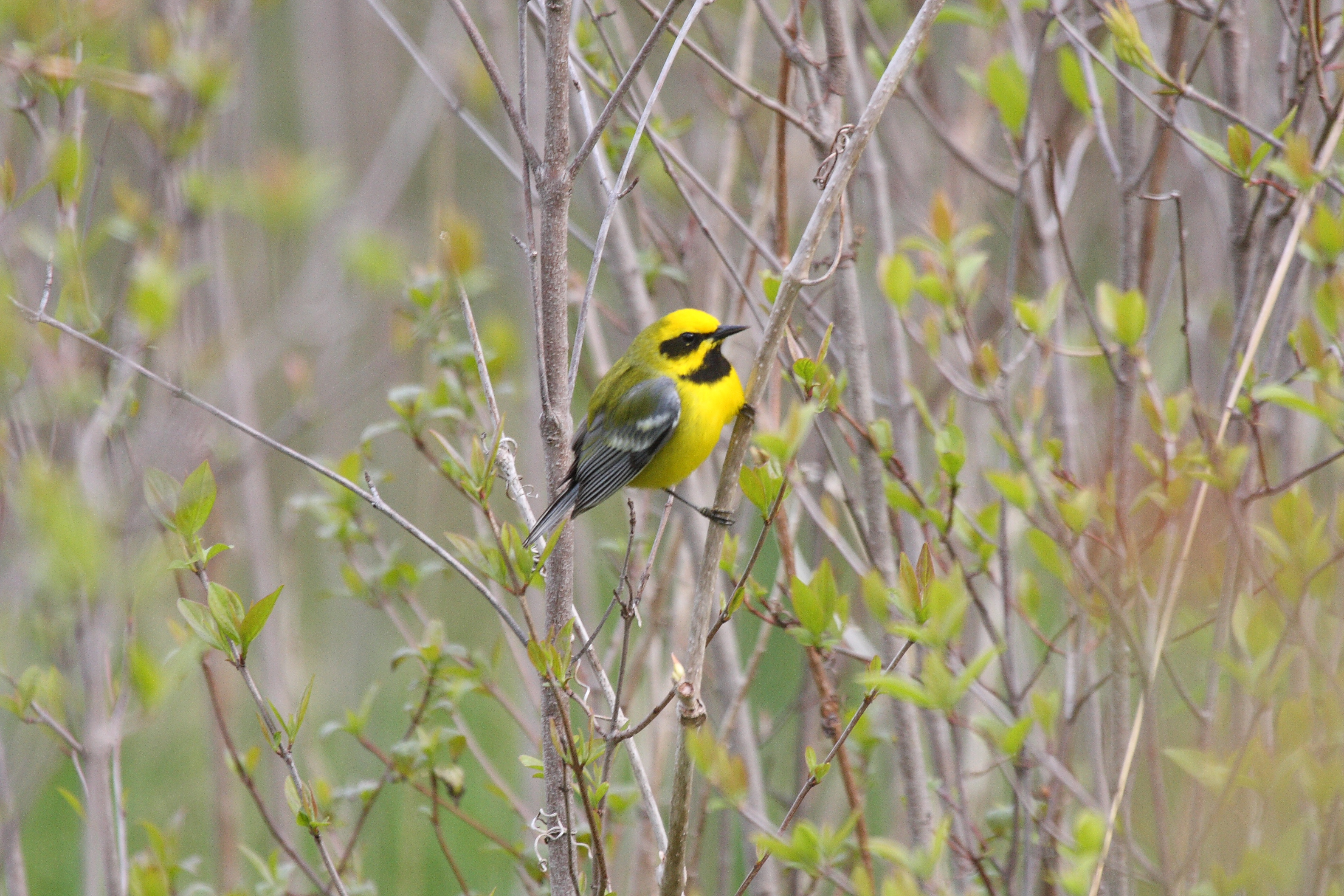
Vermivora chrysoptera

La parula aliazzurre è nota per incrociarsi con una sua stretta parente, la parula alidorate (Vermivora chrysoptera), dando vita a due tipi principali di ibridi. Di questi, la parula di Brewster ha un aspetto più simile a quello della parula alidorate, ma presenta gli stessi disegni facciali della parula aliazzurre e una colorazione intermedia sulle regioni inferiori. La più rara parula di Lawrence ha il corpo dello stesso piumaggio della parula aliazzurre, ma i caratteristici disegni facciali della parula alidorate.

## Distribuzione e habitat
L'areale nordamericano della parula aliazzurre si è allargato enormemente in seguito all'arrivo dei primi coloni europei, in quanto le attività di disboscamento e di coltivazione hanno creato una maggiore quantità di habitat disponibili per questa specie. Esso continua tuttora ad espandersi verso nord, e attualmente la specie nidifica in un areale frammentato compreso tra Ontario, Minnesota, Wisconsin, New York, Vermont, New Hampshire e Maine a nord e Georgia e Alabama a sud.
Durante l'inverno, la parula aliazzurre migra verso sud, svernando in America Centrale dal Messico fino a Panama. Occasionalmente può essere rinvenuta su alcune isole del mar dei Caraibi.
La parula aliazzurre predilige habitat ai primi-medi stadi di successione, e, di conseguenza, è presente nelle aree agricole abbandonate o nelle radure delle foreste. Questa specie si spinge anche ai margini delle foreste e nel fitto di macchie e boschetti.
Durante l'inverno, la parula aliazzurre può essere scorta in foreste sempreverdi semi-umide e semi-decidue. Abita inoltre in aree boschive, in macchie, ai margini delle foreste e nelle siepi.

## Biologia
Durante la stagione riproduttiva, la parula aliazzurre tende a ricercare il cibo nella parte alta di alberi e arbusti, e spesso può essere vista appesa a testa in giù mentre spigola insetti tra il fogliame. Tra la fitta vegetazione può anche foraggiare più in prossimità del suolo, e, durante l'inverno, fruga con il becco tra i mucchi di foglie morte. Si nutre di una vasta gamma di invertebrati, tra cui bruchi, grilli, coleotteri e ragni.
La stagione riproduttiva ha inizio con l'arrivo dei maschi nei siti di nidificazione in aprile o maggio. Il maschio stabilisce e difende un proprio territorio, mettendosi in mostra e inseguendo i maschi intrusi. Passa gran parte del tempo a inseguire potenziali partner, ma generalmente si accoppia con un'unica femmina. Durante la formazione della coppia, la femmina emette un richiamo che risuona come uno Tzip.
Della costruzione del nido si occupa la femmina, e il nido viene generalmente edificato sul terreno o nelle sue vicinanze, ed è ben nascosto dal materiale fogliare di cui è fatto. Generalmente vengono deposte quattro o cinque uova, incubate dalla sola femmina, anche se il maschio occasionalmente può portare cibo alla compagna. Le uova si schiudono dopo 11-12 giorni, e il maschio si occupa di rifornire la maggior parte del cibo ai nidiacei durante i primi cinque giorni, trascorsi i quali entrambi gli adulti si dedicano equamente alla loro alimentazione.
Un certo numero di animali preda uova e nidiacei della parula aliazzurre, come serpenti, uccelli quali il corvo americano (Corvus brachyrhynchos), e piccoli mammiferi, compreso il tamia orientale (Tamias striatus). Gli adulti possono difendere i giovani aggredendo un potenziale predatore o eseguendo appositi voli per distrarre la sua attenzione. Il successo riproduttivo della specie può essere compromesso anche dal parassitismo di covata messo in atto dal vaccaro testabruna (Molothrus ater).
La parula aliazzurre può vivere fino a sette anni.

### Canto
Il caratteristico canto della parula aliazzurre viene descritto come un Beeee Buzzzz simile al ronzio di un insetto.

## Conservazione
Sebbene la parula aliazzurre non sia una specie a rischio, in futuro può essere minacciata dalla perdita dell'habitat di nidificazione a causa dell'espansione delle periferie. Questa specie predilige gli habitat ai primi stadi di successione, e pertanto può essere danneggiata da una riduzione dell'abbandono delle aree agricole e dalla successione delle macchie in foreste.
Attualmente non sono in atto apposite misure di conservazione specifiche per questa specie, ma essa può comunque trarre beneficio da ulteriori ricerche future che ne comprendano meglio l'ecologia.